# Salón de la Fama del Rugby del Pacífico
El Salón de la Fama del Rugby del Pacífico es un instituto que rinde homenaje a las mujeres y hombres de origen Pasifika que han destacado en contribuciones y logros al rugby femenino y masculino. Se ubica en el estadio Eden Park, localizado en la ciudad neozelandesa de Auckland.

## Historia

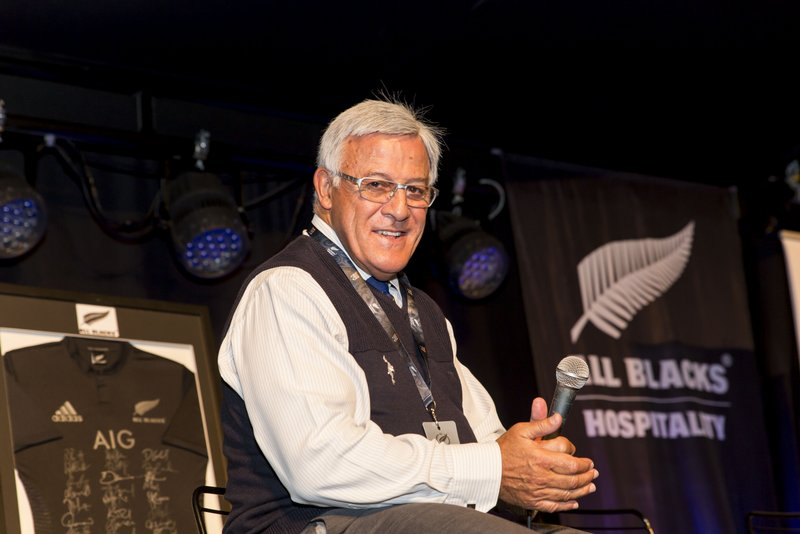
El maorí Bryan Williams es considerado el mejor wing de los años 1970.

El rugby es el deporte más popular en Oceanía, destacando como superpotencias los All Blacks y los Wallabies. Pero las demás selecciones de Oceania Rugby no han obtenido logros internacionales debido a la pobre economía de sus países y muchos de sus rugbistas, considerados de los más talentosos del mundo, han debido jugar para otras selecciones.
La primera ceremonia se realizó en una cena de gala en el Eden Park de Nueva Zelanda, en marzo de 2024 y siete exrugbistas ingresaron como miembros. En abril de 2025 se celebró la segunda investidura y otras siete estrellas fueron admitidas.

## Investidos
Se distingue la nacionalidad deportiva, pero si jugó en más de una selección absoluta se indica la de mayor cantidad de pruebas.
Hasta la segunda edición, doce hombres y dos mujeres (15%) fueron ingresadas, todos ellos nacidos en Oceanía. El símbolo † indica que la inducción fue un reconocimiento póstumo.

### 2024

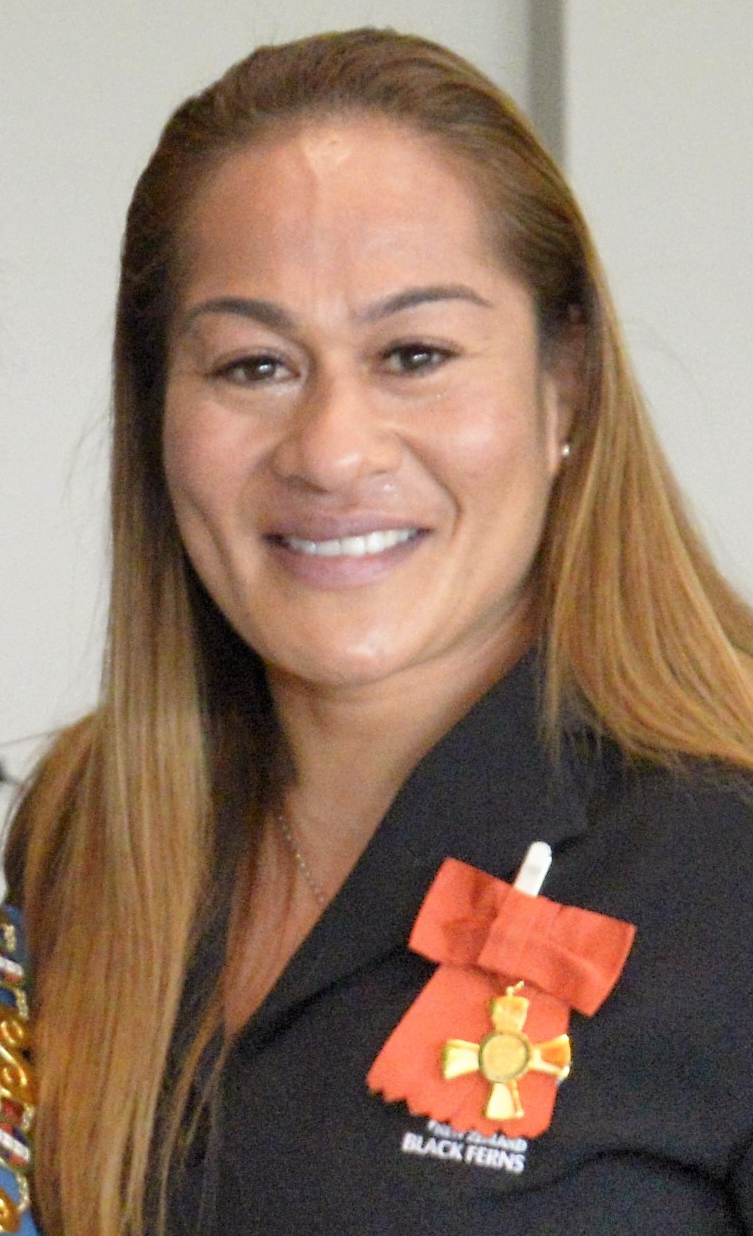
Fiao'o Fa'amausili es la primera mujer en ingresar.

| Miembro             | Internacional | Mérito |
| ------------------- | ------------- | --- |
| Fiao'o Fa'amausili  | 2002–2018     | Tetra campeona del mundo con las Black Ferns e integrante del World Rugby Salón de la Fama.                                                |
| Peter Fatialofa (†) | 1988–1996     | Pilar, capitán de Samoa y miembro del World Rugby Salón de la Fama.                                                                        |
| Brian Lima          | 1990–2007     | Back de Samoa y entrenador de Samoa 7s, jugó cinco mundiales, representó a los Pacific Islanders y parte del World Rugby Salón de la Fama. |
| Jonah Lomu (†)      | 1994–2001     | Wing de los All Blacks, campeón mundial 7 en 2001 e investido del World Rugby Salón de la Fama.                                            |
| Waisale Serevi      | 1989–2003     | Back de los Flying Fijians y de Fiyi 7s, doble campeón del mundo seven y parte del World Rugby Salón de la Fama.                           |
| George Smith        | 2000–2013     | Ala, capitán de los Wallabies y miembro del World Rugby Salón de la Fama.                                                                  |
| Bryan Williams      | 1970–1978     | Wing de los All Blacks, entrenador de Samoa e integrante del World Rugby Salón de la Fama.                                                 |

### 2025

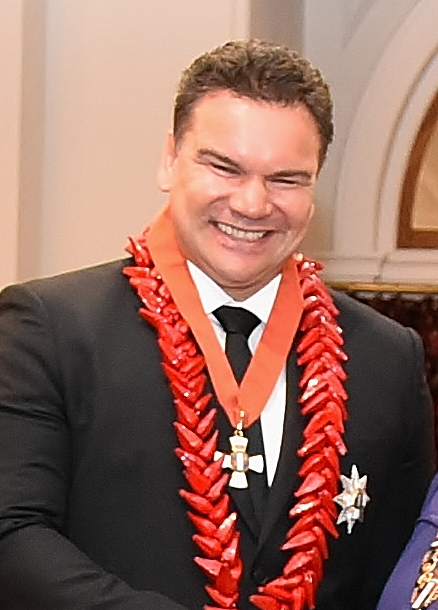
Michael Jones es uno de los solo dos varones campeones del mundo investidos.

| Miembro               | Internacional | Mérito |
| --------------------- | ------------- | --- |
| Malakai Alatini       | 1969–1975     | Apertura de las Ikale Tahi y entrenador, considerado el formador tongano más importante en Nueva Zelanda. |
| Seremaia Bai          | 2000–2013     | Centro de Fiyi y los Pacific Islanders, posiblemente el isleño con mejor carrera profesional.             |
| Monique Hirovanaa     | 1994–2002     | Apertura de las Black Ferns, dos veces campeona del mundo y Mejor Jugadora del Mundo 2002.                |
| Michael Jones         | 1986–1998     | Ala de los All Blacks, campeón del mundo en Nueva Zelanda 1987 y parte del World Rugby Salón de la Fama.  |
| Viliami Ofahengaue    | 1990–1998     | Segunda línea de los Wallabies y campeón del mundo en Inglaterra 1991.                                    |
| Va'aiga Tuigamala (†) | 1991–2001     | Potente wing, representó a los All Blacks y luego a Samoa en dos mundiales.                               |
| Tana Umaga            | 1997–2005     | Centro y capitán de los All Blacks, los representó en más de 70 pruebas.                                  |